# Heinrich Loewe

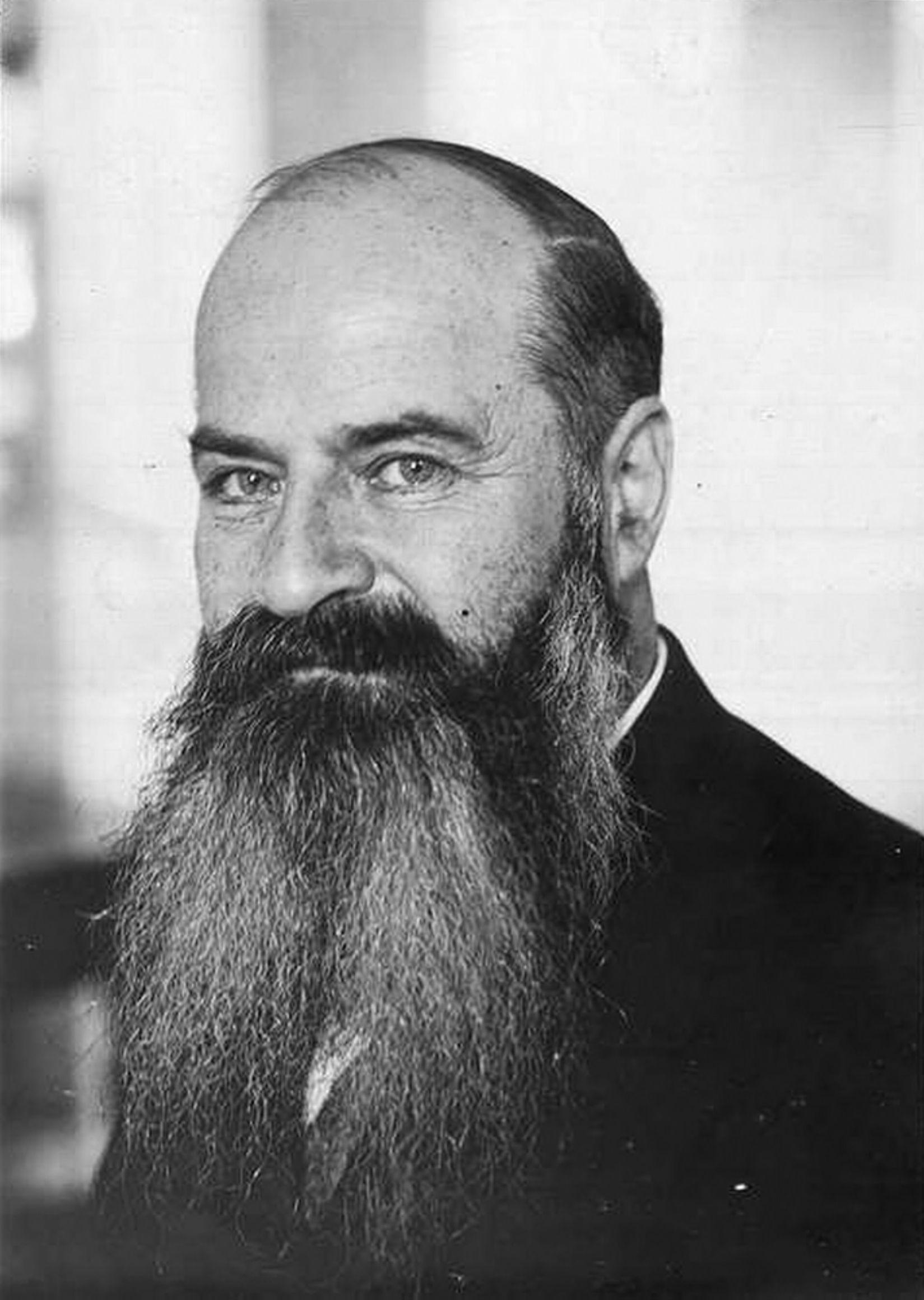
Heinrich Loewe (1930er-Jahre)

Heinrich Eljakim Loewe (geb. 11. Juli 1869 in Wanzleben bei Magdeburg; gest. 2. August 1951 in Haifa) war ein deutsch-israelischer Journalist, Publizist, Folklorist, Sprachwissenschaftler, Philosoph, Bibliothekar und zionistischer Politiker.

## Leben
Am 11. Juli 1869 wurde Heinrich Loewe als jüngstes von fünf Kindern in Wanzleben geboren. Seine Eltern waren Louis Löwe und Berta, geb. Plaut. Zwischen 1883 und 1888 besuchte er die protestantische Klosterschule im Kloster Unser Lieben Frauen in Magdeburg. Sein Bruder Richard Loewe und er  erhielten hier eine solide humanistische Ausbildung. In der jüdischen Religion wurde er von Moritz Rahmer, dem damaligen Magdeburger Gemeinderabbiner, unterwiesen.
Loewe studierte ab 1889 Geschichte und Orientalische Sprachen an der Universität Berlin und besuchte Vorlesungen an der Hochschule für die Wissenschaft des Judentums. In Berlin, der damaligen Metropole des jüdischen Lebens und Zentrum der Bewegung der jüdischen Renaissance, begannen vor allem jüdische Studenten nach Möglichkeiten zu suchen, dem aufstrebenden modernen Antisemitismus und der Krise um Assimilation bzw. Akkulturation zu begegnen.
Insbesondere durch seine rege propagandistische und journalistische Tätigkeit in den 1890er und 1900er Jahren gehört er zu den Vätern des deutschen Zionismus. Er begründete u. a. die Vereine russisch-jüdisch wissenschaftlicher Verein (1889), Verein zur Pflege der hebräischen Sprache, Chowewe Sefat Ewer (1891), Jung-Israel (1892), die Vereinigung Jüdischer Studierenten VjSt (1895) und die Berliner Zionistische Vereinigung BZV (1898) mit. Auf dem ersten Zionistenkongress in Basel war er Delegierter Palästinas, wohin er 1897 vorübergehend emigriert war. Zwischen 1902 und 1908 war er Redakteur der Jüdischen Rundschau, des Zentralorgans der Zionistischen Vereinigung für Deutschland.
In seinem Hauptberuf war Loewe Bibliothekar: Er begann 1899 als Hilfsarbeiter an der Universitätsbibliothek Berlin, wo er bis 1909 zum Bibliothekar aufstieg.
Im Jahr 1901 heiratete Loewe die sieben Jahre jüngere Johanna Auerbach. Ein Jahr später wurde die gemeinsame Tochter Hadassa Berta geboren. Am 14. November 1907 folgte der gemeinsame Sohn Gideon.
1905 wird auf Loewes Initiative auf dem VII. Zionistenkongress in Basel ein Komitee zur Einrichtung einer jüdischen Nationalbibliothek in Jerusalem gegründet. Fortan bleibt er einer der Hauptinitiatoren jeglicher Bemühungen um die spätere Jüdische National- und Universitätsbibliothek in Jerusalem (JNUL). Neben der Übernahme der Sammlung der Bücher als Leiter der Hauptsammelstelle in Berlin seit 1914 war Loewe ebenfalls für den Direktorposten der JNUL vorgesehen. Den Direktorenposten behielt allerdings Hugo Bergmann, der bereits 1920 als Loewes Vertreter eingesetzt war.
Insbesondere in den 1910er und 1920er Jahren engagierte sich Loewe für jüdische Kulturinstitutionen und für jüdische Bildungseinrichtungen in Deutschland. Er war Mitglied im 1916 von Siegfried Lehmann gegründeten Jüdischen Volksheim Berlin, er gründete 1919 zusammen mit Kurt Hammerstein den Jüdischen Schulverein in Berlin, wurde 1919 maßgeblicher Dozent an der neu eröffneten Freien Jüdischen Volkshochschule und 1924 Mitglied und Vorstand der bibliophilen Soncino-Gesellschaft.
1933 wurde Loewe aufgrund des nationalsozialistischen „Gesetzes zur Wiederherstellung des Berufsbeamtentums“ als Bibliothekar zwangspensioniert. Am 4. Juli 1933 emigrierte er, dem Ruf als Direktor an die Tel Aviv Stadtbibliothek Scha'ar-Zion (ספריית שער־ציון) folgend, zusammen mit seiner Familie nach Palästina. Bis 1948 war er als Direktor der Tel Aviver Stadtbibliothek tätig. 1950 verließ er Tel Aviv und verbrachte seine letzten Lebensmonate in dem Altenheim 'Beit Horim Rishonei Carmel' in Haifa. Nach seinem Tod wurde sein Leichnam nach Tel Aviv überführt und auf dem Trumpeldor-Friedhof beigesetzt.

## Werke – Auswahl
- Antisemitismus und Zionismus, Jüdische Aufklärungsschrift, 1, Heinrich Sachse (Pseudonym), Berlin 1884, 22 S.
- Zionistenkongress und Zionismus eine Gefahr? : eine zeitgemässe Betrachtung, Jüdische Aufklärungsschrift, 2, Heinrich Sachse (Pseudonym), Berlin 1897, 54 S.
- Zur Kunde von den Juden im Kaukasus aus zwei alten deutschen Zeitungen, Heinrich Loewe, Charlottenburg, 1900
- Liederbuch für jüdische Vereine. Nebst einem Anhang enthaltend Gedichte jüdischen Inhalts zum Vortragen, zusammengestellt von Heinrich Loewe, Berlin 1894
- Zur Kunde von den Juden im Kaukasus. Aus zwei alten deutschen Zeitungen, Charlottenburg 1900
- (Hrsg.): Neu-Judäa. Entwurf zum Wiederaufbau eines selbstständigen jüdischen Reiches von C. L. K. Berlin: Verlag Jüdische Rundschau, 1902–03.
- Eine jüdische Nationalbibliothek. Berlin: Jüdischer Verlag, 1905.
- Die Sprachen der Juden. Köln: Jüdischer Verlag, 1911.
- Und tausend Jahre sind ihm wie ein Tag ..., Loewe, Heinrich, Berlin 1914, 70 S.
- Jüdisches Bibliothekswesen im Lande Israel. Jerusalem: National- u. Universitätsbibliothek, 1922.